# Walt Disney Parks, Experiences and Consumer Products

'Sleeping Beauty Castle in het Disneyland Park in Anaheim

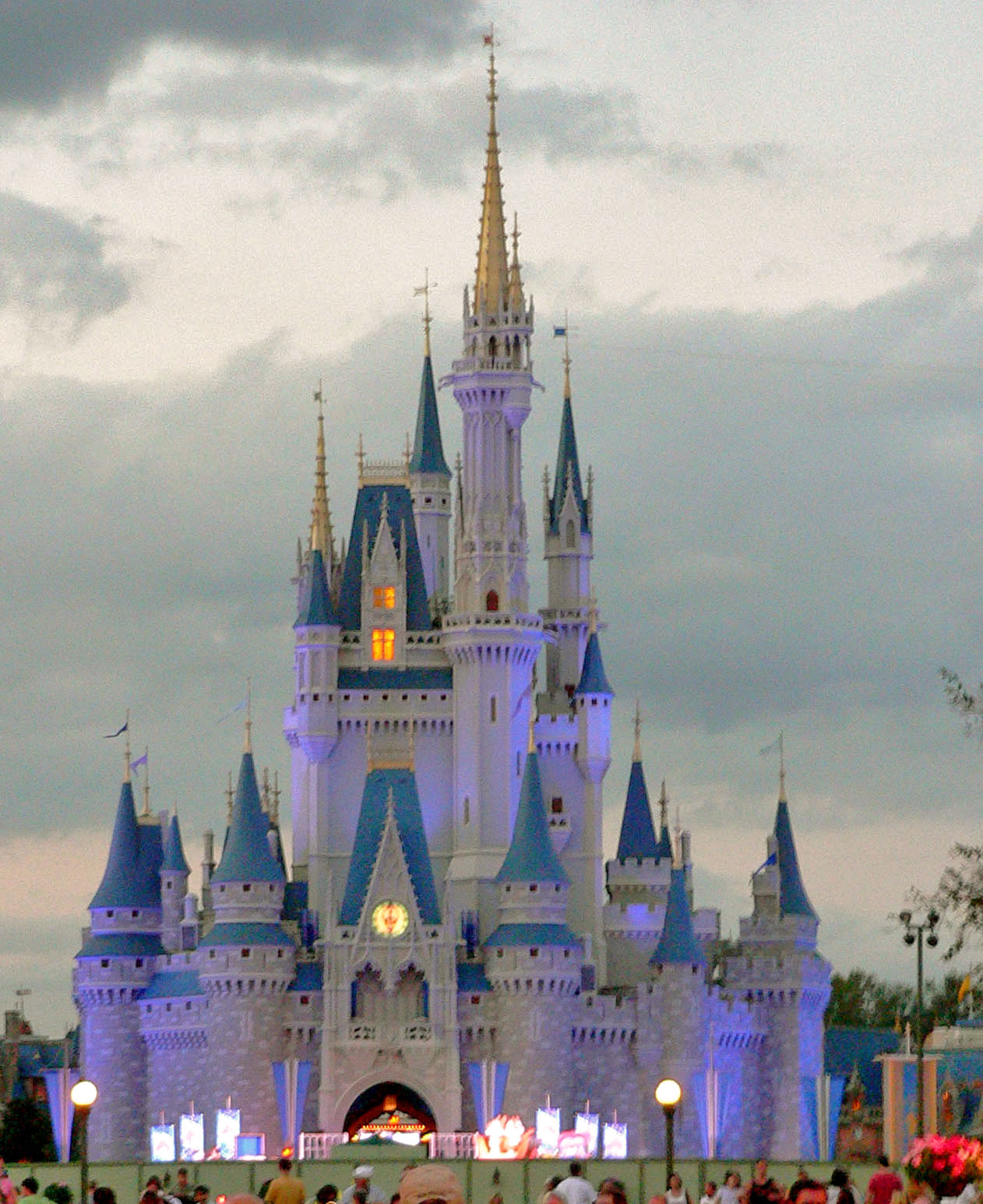
Cinderella Castle in het Magic Kingdom-park in Florida. Het is door de jaren heen centraal komen te staan voor de themaparken en voor de merknaam Disneyland

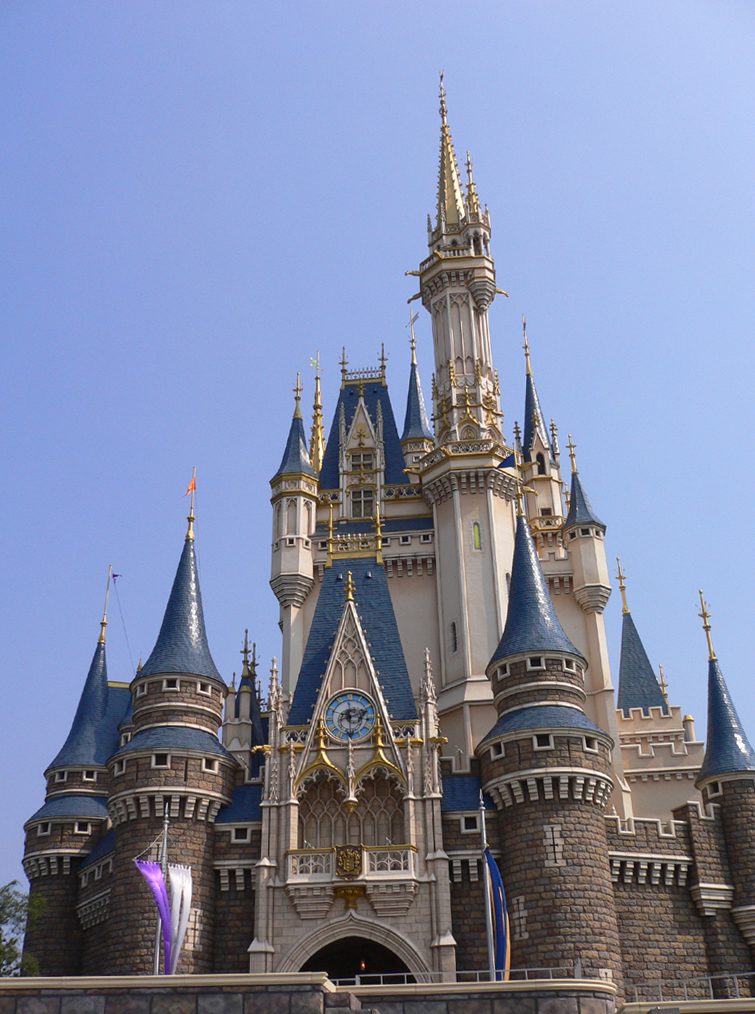
'Cinderella Castle in Tokyo Disneyland in Tokio. Dit kasteel is (bijna) identiek aan het kasteel in het Magic Kingdom

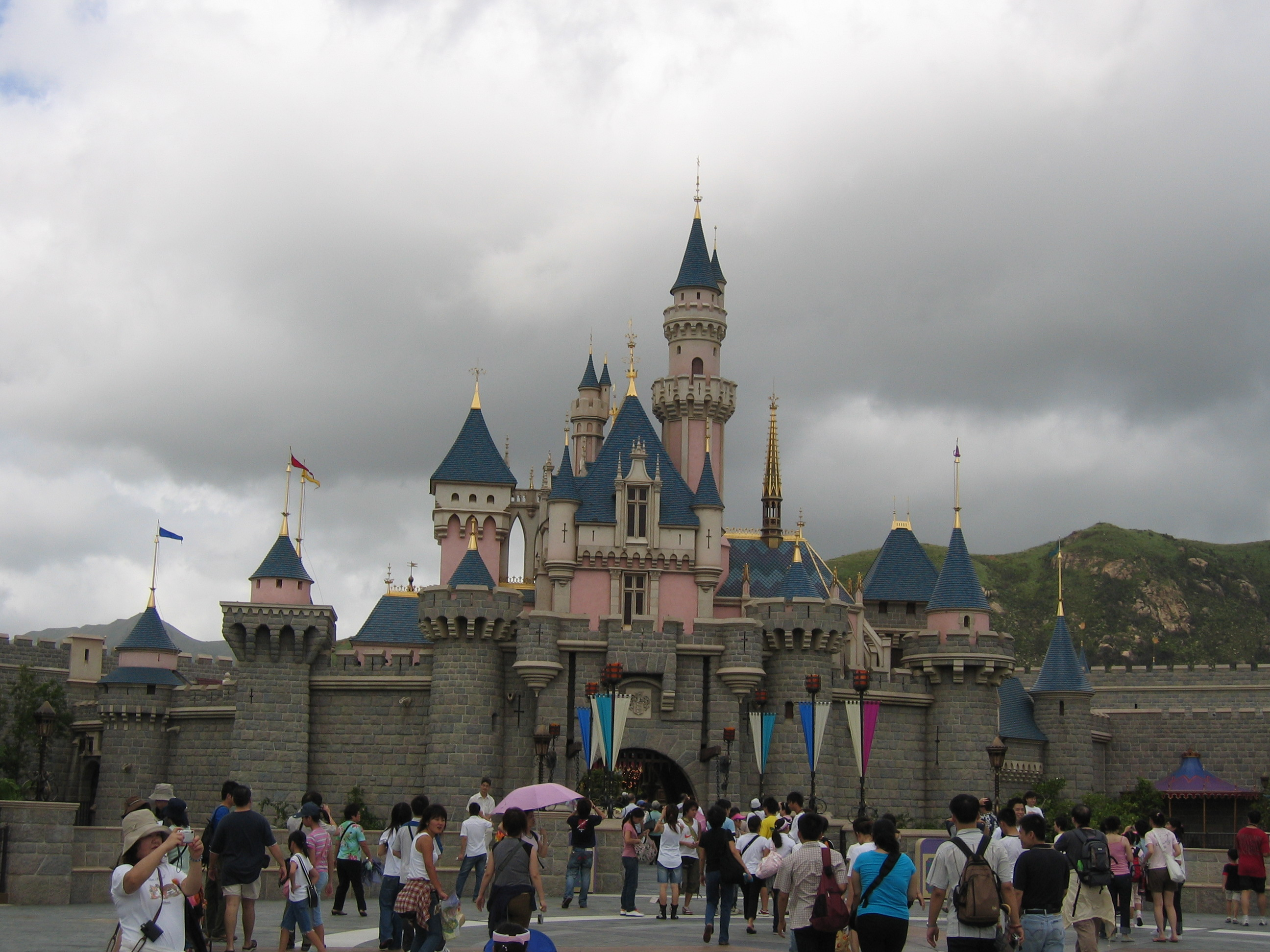
Sleeping Beauty Castle in Hong Kong Disneyland in Hongkong. Dit kasteel is (bijna) identiek aan het kasteel in het Disneyland Park in Anaheim

Walt Disney Parks, Experiences and Consumer Products (oorspronkelijk Walt Disney Attractions en Walt Disney Parks and Resorts) is een divisie binnen het Amerikaanse entertainmentconglomeraat The Walt Disney Company. Deze divisie beheert en bezit meerdere themaparken over de hele wereld, naar het allereerste park van Disney in Anaheim (Californië) bekend als Disneyland. Binnen de divisie vallen ook de resorts en hotels die bij de themaparken zijn gebouwd en ook een cruiselijn en een club van vakantieresorts, verspreid over onafhankelijke resorts en resorts bij themaparken.
Toen in 1971 het tweede resort van Disney, Walt Disney World Resort in Florida, zijn deuren opende, kwam de noodzaak naar boven om een aparte divisie op te richten voor de bestaande en toekomstige parken. Die nieuwe divisie moest voortaan exclusieve zorg aan het nieuwe park en het al bestaande Disneyland geven en ervoor zorgen dat de parken een belangrijk onderdeel van het concern blijven.
Het overgrote deel van wat er te zien is in de themaparken is gecreëerd door Walt Disney Imagineering, een aparte organisatie die opgericht is om voor de aankleding, inrichting en het onderhoud van de parken te zorgen. Een van de belangrijkste elementen van de bekendheid van de themaparken en een van de hoogste prioriteiten van de Walt Disney Imagineers, zijn de drie kastelen van Doornroosje (Anaheim, Parijs en Hongkong) en de twee van Assepoester (Orlando en Tokio).
De huidige bestuursvoorzitter van Disney Parks, Experiences and Products is Josh D'Amaro. Daarnaast heeft ook ieder resort een eigen bestuursvoorzitter.

## Divisieonderdelen
Binnen de divisie vallen naast alle themaparken die beheerd worden door Walt Disney, ook nog de luxe cruiselijn (4 cruiseschepen) en de vakantieclubs die binnen de resorts vallen of onafhankelijk opgezet zijn.

### Themaparken en resorts
- Disneyland Resort (geopend op 17 juli 1955 in Anaheim, Californië)
  - Disneyland Park (geopend op 17 juli 1955)
  - Disney California Adventure Park (geopend op 8 februari 2001)
- Walt Disney World Resort (geopend op 1 oktober 1971 te Lake Buena Vista, Florida)
  - Magic Kingdom (geopend op 1 oktober 1971)
  - Epcot (geopend op 1 oktober 1982)
  - Disney's Hollywood Studios (geopend op 1 mei 1989)
  - Disney's Typhoon Lagoon (geopend op 31 mei 1989)
  - Disney's Blizzard Beach (geopend op 1 april 1995)
  - Disney's Animal Kingdom (geopend op 22 april 1998)
- Tokyo Disney Resort (geopend op 15 april 1983 te Tokio)
  - Tokyo Disneyland (geopend op 15 april 1983)
  - Tokyo DisneySea (geopend op 4 september 2001)
- Disneyland Paris (geopend op 12 april 1992 te Parijs)
  - Disneyland Park (geopend op 12 april 1992)
  - Walt Disney Studios Park (geopend op 16 maart 2002)
- Hong Kong Disneyland Resort (geopend op 12 september 2005 te Hongkong)
  - Hong Kong Disneyland (geopend op 12 september 2005)
- Shanghai Disney Resort (geopend op 16 juni 2016 te Shanghai)
  - Shanghai Disneyland (geopend op 16 juni 2016)
  - Disneytown (geopend op 16 juni 2016)

Oppervlakte
| Naam                        | Locatie                   | Oppervlakte (in ha) |
| --------------------------- | ------------------------- | ------------------- |
| Disneyland Resort           | Anaheim, Californië       | 200 ha (benadering) |
| Walt Disney World Resort    | Lake Buena Vista, Florida | 12100 ha            |
| Tokyo Disney Resort         | Urayasu                   | 46 ha               |
| Disneyland Paris            | Marne-la-Vallée           | 1943 ha             |
| Hong Kong Disneyland Resort | Lantau                    | 130 ha              |
| Shanghai Disney Resort      | Pudong                    | 389 ha              |

### Reizen en vakantie
- Disney Cruise Line[1]
  - Disney Magic
  - Disney Wonder
  - Disney Dream
  - Disney Fantasy
  - Disney Wish
- Castaway Cay (privé-eiland)
- Lighthouse Point (Bahama’s) (privé-eiland)
- Disney Vacation Club

## Management

### Walt Disney Parks and Resorts
Josh D'Amaro is sinds mei 2020 de bestuursvoorzitter van Walt Disney Parks, Experiences and Products.

### Disney-resorts
| Park                        | Naam               | Start functie    | Verleden |
| --------------------------- | ------------------ | ---------------- | --- |
| Disneyland Resort           | Michael Colglazier | 9 januari 2013   | Werkte voorheen bij Walt Disney World Resort |
| Walt Disney World Resort    | George Kalogridis  | 9 januari 2013   | Werkte voorheen bij Disneyland Resort en Disneyland Paris |
| Tokyo Disney Resort         | Toshio Kagami      | 2008             | |
| Disneyland Paris            | Natacha Rafalski   | maart 2018       | Vanaf 2013 gaf ze leiding aan de financiële afdeling in Shanghai Disney Resort. In 2017 kwam ze bij Disneyland Paris werken als financieel eindverantwoordelijke. |
| Hong Kong Disneyland Resort | Andrew KAM         | juli 2013        | |
| Shanghai Disney Resort      | Philippe Gas       | september 2014   | Werkte voorheen bij Disneyland Paris |
| Disney Cruise Line          | Karl Holz          | 14 februari 2009 | Werkte voorheen bij Disneyland Paris en Walt Disney World Resort                                                                                                  |

### CEO's Disneyland Paris
Catherine Powell (augustus 2016 - maart 2018)
is een Britse zakenvrouw. Ze is sinds 2018 de présidente van Disney Parks, Western Region (Disneyland Parijs, Walt Disney World Resort en Disneyland Park). Op haar achtste verhuisde Powell naar Hongkong, ze studeerde later Philosophy, Politics and Economics aan Somerville College (Universiteit van Oxford).
Powell werkte vanaf 1997 zeven jaar voor BBC World. Ze werkt voor The Walt Disney Company sinds 2004 en hield succesvolle managementfuncties in Europa, het Midden-Oosten, Afrika en Oceanië. Voor haar functie als CEO in Parijs, was Powell sinds 2014 de 'Managing Director' van de The Walt Disney Company in Australië en Nieuw-Zeeland. Ook leidde ze de marketing op Disney Channel, Disney XD, Disney Junior en ABC News.
Tom Wolber (september 2014 - juli 2016)
Op 12 april 2016, de dag van Disneyland Paris' 24ste verjaardag, stuurde Euro Disney S.C.A. een persbericht uit waarin het meedeelde dat toenmalig CEO Tom Wolber terugkeert naar Disney Cruise Line om daar de uitbreiding in goede banen te leiden. Hij wordt in Parijs opgevolgd door Catherine Powell, die tot juli 2016 werkte als Marketing Director voor The Walt Disney Company in Australië en Nieuw-Zeeland.
Philippe Gas (2008 - september 2014)
Op 1 augustus 2014 kondigde Euro Disney S.C.A. in een persbericht het vertrek van Disneyland Paris-president Philippe Gas aan. Sinds september 2014 is Gas General Manager van Shanghai Disney Resort en werd hij in Parijs opgevolgd door Tom Wolber, die voorheen Directeur Opérations & Transport was in het Walt Disney World Resort in Florida. Wolber was in 1992 al betrokken bij de opening van Disneyland Paris en later ook nog bij Disney Cruise Line.

## Glorie
Al sinds het begin van het millennium heeft Disney problemen als het gaat om het imago van de nieuwe toevoegingen aan de themaparken. In het midden van de jaren 1990 verlaagde Disney het budget voor Walt Disney Imagineering (WDI), waardoor volgens velen de nieuwe toevoegingen in de parken goedkoop en snel gebouwd werden. Dit komt grotendeels door het low budget-bewind dat Michael Eisner sinds het falen van Euro Disney in 1992 heeft doorgevoerd.
Een van de voorbeelden die is gebruikt om aan te geven dat het verlagen van het themaparkenbudget een slecht idee was, is de allernieuwste toevoeging aan het Tokyo Disney Resort. Dit themapark is niet van Disney, maar van The Oriental Land Company, die de merknaam en de karakters van Disney leaset. Toen dit bedrijf aan Disney vroeg om een nieuw themapark te ontwikkelen voor het Tokyo Disney Resort, gaf Walt Disney Imagineering de opdracht om een prachtig park te ontwerpen zonder financiële beperkingen, aangezien Disney niet zelf de rekening betaalde. Het resultaat was een hoog gewaardeerd, nieuw themapark, Tokyo DisneySea. De belangstelling voor Tokyo DisneySea was zo groot dat het Tokyo Disneyland-park meeliftte op het succes en het best bezochte themapark ter wereld is geworden. Dit in contrast met het nieuwe Disney California Adventure Park, dat veel minder bezoekers trok dan verwacht.
Dit was dan ook een van de redenen waarom Roy Edward Disney (de zoon van Roy O. Disney en neef van Walt Disney) zijn ontslag indiende. Zo zei hij in zijn ontslagbrief, gericht aan Eisner:

Zoals ik heb gezegd, en zoals Stanley Gold in brieven aan jou en andere leden van de Raad heeft gedocumenteerd, heeft dit bedrijf onder jouw leiding tijdens de afgelopen zeven jaar in menig opzicht gefaald: [...] de bedeesdheid van jouw investeringen in onze themaparken. In Disney California Adventure Park, Parijs en nu in Hongkong heb jij geprobeerd om parken ‘op een koopje’ te bouwen en dat is eraan af te zien, en de bezoekcijfers weerspiegelen dat.
— Roy E. Disney

## Tijdbalk

### 1950–1970

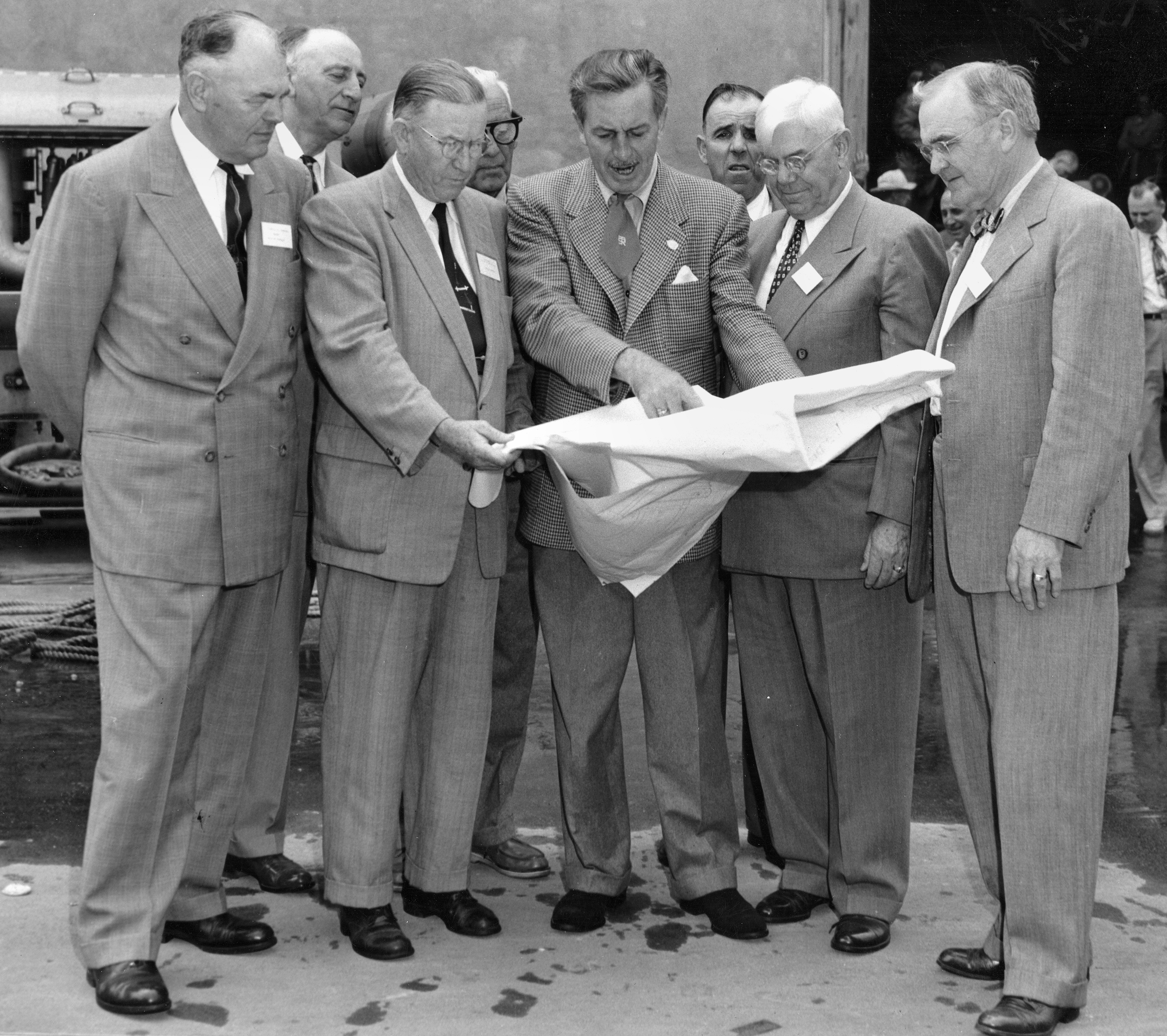
Walt Disney met de plannen voor Disneyland

- 1954: Plannen voor Disneyland in Anaheim, Californië worden bekendgemaakt aan het publiek
- 1955: Disneyland wordt officieel geopend door Walt Disney op 17 juli 1955
- 1965: Plannen voor een project in Florida worden bekendgemaakt aan het publiek
- 1966: Grond voor het project wordt gevonden in Lake Buena Vista en wordt opgekocht; Walt Disney overlijdt

### 1970–1990
- 1971: Magic Kingdom wordt officieel geopend door Roy Oliver Disney op 1 oktober 1971, een week later wordt Walt Disney World Resort geopend
- 1973: De divisie Parks and Resorts wordt gecreëerd en plannen voor het maken van het Epcot Center worden voorbereid door Walt Disney Imagineering
- 1982: Epcot Center (nu Epcot) wordt als tweede themapark in Walt Disney World Resort geopend op 1 oktober 1982
- 1983: Tokyo Disney Resort wordt als eerste Disney-park buiten de Verenigde Staten officieel geopend op 15 april 1983
- 1985: Plannen voor Disneyland Paris in Parijs worden bekendgemaakt aan het publiek
- 1989: Disney-MGM Studios (nu Disney's Hollywood Studios) wordt als derde themapark in Walt Disney World geopend op 1 mei 1989

### 1990–2010
- 1992: Euro Disney (nu Disneyland Paris) wordt als tweede Disney-park buiten de Verenigde Staten officieel geopend op 12 april 1992
- 1995: The Walt Disney Company kondigt plannen voor het bouwen van het vierde themapark in Walt Disney World, Disney's Animal Kingdom, aan en hernoemt Euro Disney naar het romantischer klinkende Disneyland Resort Paris
- 1998: Disney kondigt een vijfjarenplan aan, waarin ze aankondigen in elk Disney-park één nieuw themapark te willen openen. Disney's Animal Kingdom wordt als vierde themapark in Walt Disney World geopend op 22 april 1998
- 1999: Plannen voor Hong Kong Disneyland Resort in Hongkong worden bekendgemaakt aan het publiek en Disney Wonder wordt gezegend
- 2001: Disney California Adventure Park wordt als tweede themapark in Disneyland Resort geopend op 8 februari 2001 en Tokyo DisneySea wordt als tweede themapark in Tokyo Disney Resort geopend op 4 september 2001
- 2002: Walt Disney Studios Park wordt als tweede themapark in Disneyland Paris geopend op 16 maart 2002

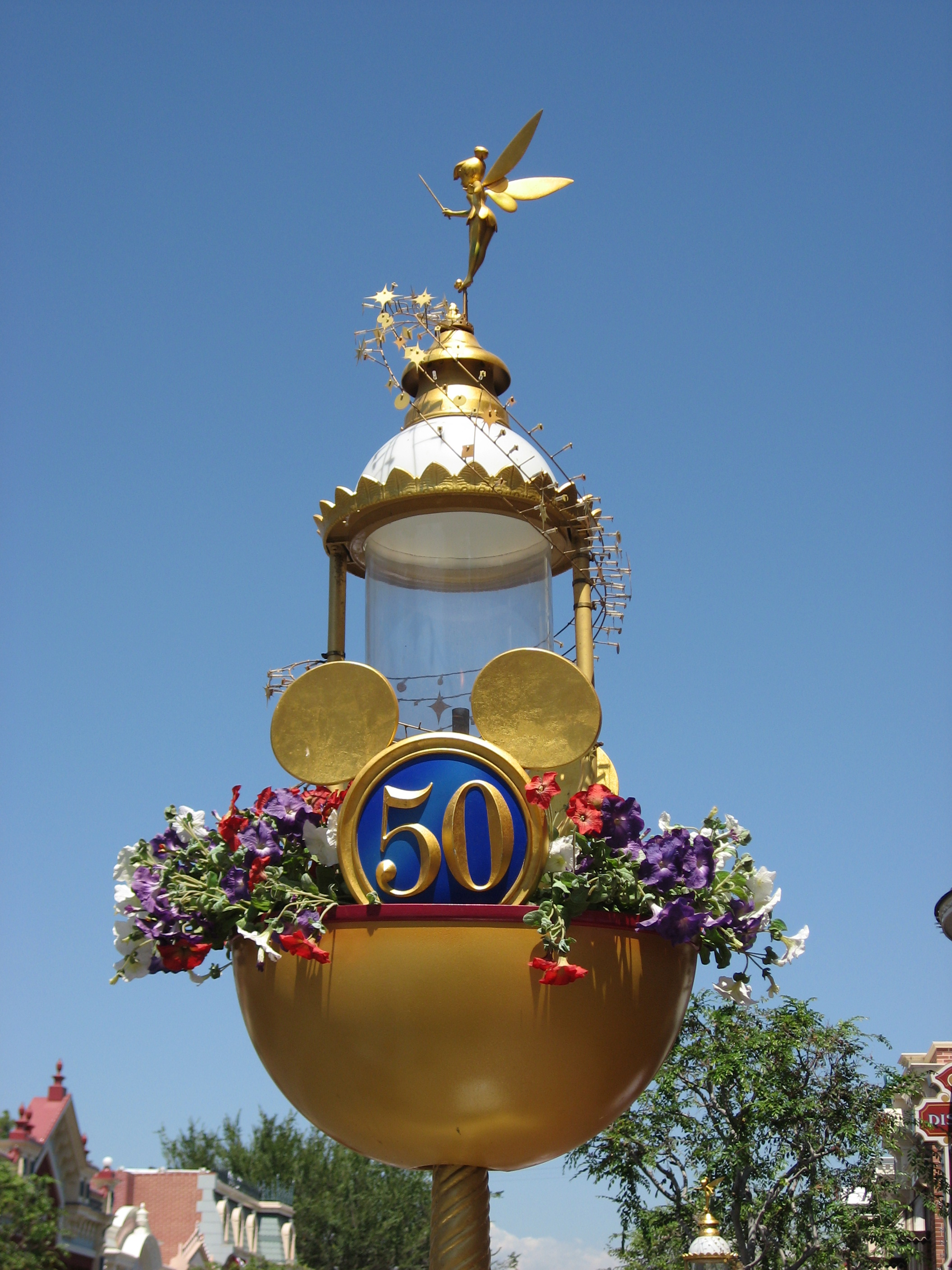
Decoratie voor 50^{e} verjaardag in Disneyland Resort

- 2005: Hong Kong Disneyland Resort wordt als derde Disney-park buiten de Verenigde Staten en eerste Chinese park officieel geopend op 12 september 2005, het oorspronkelijke Disneyland viert zijn 50e verjaardag en wordt gevierd met het Happiest Homecoming on Earth-project
- 2006: De constructie van het derde cruiseschip van de Disney Cruise Line wordt voltooid
- 2007: Plannen voor Shanghai Disneyland Resort in Shanghai worden bekendgemaakt aan het publiek
- 2008: Disney-MGM Studios wordt hernoemd naar Disney's Hollywood Studios
- 2009: Disneyland Resort Paris wordt hernoemd naar Disneyland Paris

### 2010-...
- 2012: Disneyland Paris viert zijn 20e verjaardag
- 2014: Disneyland Paris opent op 10 juli een Ratatouille-attractie met een kostenplaatje van zo'n 200 miljoen euro de duurste attractie ooit
- 2015: Het oorspronkelijke Disneyland Resort viert zijn 60e verjaardag
- 2016: Shanghai Disney Resort wordt als vierde Disney-park buiten de Verenigde Staten en tweede Chinese park officieel geopend
- 2017: Disneyland Paris viert zijn 25e verjaardag
- 2018: The Walt Disney Company hernoemt de divisie naar Walt Disney Parks, Experiences and Consumer Products[5]
- 2022: Disneyland Paris viert zijn 30e verjaardag
- 2023: Disneyland Paris viert zijn 100e verjaardag van de Walt Disney Company

## Trivia
- Er bestaan heel wat zogenaamde secrets over de parken. Eén daarvan is dat de ontwerpers in de parken Hidden Mickeys verstoppen in bijvoorbeeld tapijten met cirkelpatroon of de manier waarop drie cirkelvormige voorwerpen gelegd worden.
- In Disneyland Park (Anaheim) en Magic Kingdom is de voorkant van het kasteel naar het zuiden gericht. De zon staat nooit in het noorden (dat zich achter het kasteel bevindt als je er voor staat) waardoor bezoekers die voor het kasteel staan nooit door de zon gehinderd worden als ze naar het kasteel kijken. In de andere Disney-themaparken is het kasteel naar het noordwesten (Tokio), het zuidoosten (Parijs) en het noordoosten (Hongkong) gericht en wordt er dus weinig of geen rekening gehouden met de stand van de zon.